# Дискография Korn
Дискография американской ню-метал группы Korn состоит из 14 студийных альбомов, 3 EP, 8 сборников, 3 концертных и 7 видеоальбомов. Korn также выпустили 46 синглов и 10 промо-синглов. Всего на их песни был снят 51 видеоклип.

## Дискография

### Демо & EP
- Neidermeyer’s Mind (демо) — 1993
- All Mixed Up (EP) — 1999

### Альбомы и прочее
| Студийные альбомы | Студийные альбомы                                                                                                 |
| --- | --- |
| Korn - Студийный альбом - Вышел: 11 октября, 1994 - Макс. позиция в США: #72 - Продажи в США: 2.292.000 + - сертификация RIAA: 2x платиновый - Макс. позиция в Великобритании: #181 - Продажи по всему миру: 10.000.000 +                                                        | Выпущенные синглы - «Blind» - «Shoots and Ladders» - «Clown» - «Need To»                                          |
| Life Is Peachy - Студийный альбом - Вышел: 15 октября, 1996 - Макс. позиция в США: #3 - Продажи в США: 2,500.000 + - Сертификация RIAA: 2x платиновый - Макс. позиция в Великобритании: #32 - Продажи по всему миру: 6.000.000 +                                                 | Выпущенные синглы - «No Place To Hide» - «A.D.I.D.A.S.» - «Good God»                                              |
| Follow The Leader - Студийный альбом - Вышел: 18 августа, 1998 - Макс. позиция в США: #1 - Продажи в США: 5.000.000 - Сертификация RIAA: 5x платиновый - Макс. позиция в Великобритании: #5 - Продажи по всему миру: 14.000.000 +                                                | Выпущенные синглы - «All in the Family» - «Got the Life» - «Freak on a Leash» - «Children of the Korn» - «B.B.K.» |
| Issues - Студийный альбом - Вышел: 16 ноября, 1999 - Макс. позиция в США: #1 - Продажи в США: 3.000.000 + - Сертификация RIAA: 3x платиновый - Макс. позиция в Великобритании: #37 - Продажи по всему миру: 13.000.000 +                                                         | Выпущенные синглы - «Falling Away from Me» - «Make Me Bad» - «Somebody Someone»                                   |
| Untouchables - Студийный альбом - Вышел: 11 июня, 2002 - Макс. позиция в США: #2 - Продажи в США: 1.400.000 + - Сертификация RIAA: платиновый - Макс. позиция в Великобритании: #4 - UK Sales: Gold (100.000 +) - Продажи по всему миру: 5.000.000 +                             | Выпущенные синглы - «Here to Stay» - «Thoughtless» - «Alone I Break»                                              |
| Take a Look in the Mirror - Студийный альбом - Вышел: 21 ноября, 2003 - Макс. позиция в США: #9 - Продажи в США: 1.200.000 + - Сертификация RIAA: платиновый - Макс. позиция в Великобритании: #53 - Макс. позиция в United World Chart: #7 - Продажи по всему миру: 3.000.000 + | Выпущенные синглы - «Did My Time» - «Right Now» - «Y’All Want a Single» - «Everything I’ve Known»                 |
| See You on the Other Side - Студийный альбом - Вышел: 6 декабря, 2005 - Макс. позиция в США: #3 - Продажи в США: 1.470.000 + - Сертификация RIAA: платиновый - Макс. позиция в Великобритании: #71 - Макс. позиция в United World Chart: #5 - Продажи по всему миру: 3.000.000 + | Выпущенные синглы - «Twisted Transistor» - «Coming Undone» - «Politics»                                           |
| Untitled - Студийный альбом - Вышел: 31 июля, 2007 - Макс. позиция в США: #2 - Продажи в США: 500.000 + - Сертификация RIAA: золотой - Макс. позиция в Великобритании: #15 - Макс. позиция в United World Chart: #2 - Продажи по всему миру: 2.000.000 +                         | Выпущенные синглы - «Evolution» - «Hold On»                                                                       |
| Korn III: Remember Who You Are - Студийный альбом - Вышел: 13 июля, 2010 - Макс. позиция в США: #2 - Продажи в США: - Макс. позиция в Великобритании: #23 - Продажи по всему миру: 1.000.000 +                                                                                   | Выпущенные синглы - «Oildale (Leave Me Alone)» - «Let the Guilt Go»                                               |
| The Path of Totality - Студийный альбом - Вышел: 6 декабря, 2011 - Макс. позиция в США: — #10 - Продажи в США: 270.000 + - Макс. позиция в Великобритании: #68 - Продажи по всему миру: 500.000 +                                                                                | Выпущенные синглы - «Get Up!» - «Narcissistic Cannibal»                                                           |
| The Paradigm Shift - Студийный альбом - Вышел: 1 октября, 2013 - Макс. позиция в США: — #8 - Продажи в США: - - Макс. позиция в Великобритании: #16 - Продажи по всему миру: -                                                                                                   | Выпущенные синглы - «Never Never» - «Love & Meth» - «Spike In My Veins»                                           |
| The Serenity of Suffering - Студийный альбом - Вышел: 21 октября, 2016 - Макс. позиция в США: — #4 - Продажи в США: - - Макс. позиция в Великобритании: #9 - Продажи по всему миру: -                                                                                            | Выпущенные синглы - «Rotting in Vain» - «Take Me»                                                                 |
| The Nothing - Студийный альбом - Вышел: 13 сентября, 2019 - Макс. позиция в США: — #8 - Макс. позиция в Великобритании: #9 | Выпущенные синглы - «You’ll Never Find Me» - «Cold» - «Can You Hear Me»                                           |
| Requiem - Студийный альбом - Вышел: 4 февраля, 2022 | Выпущенные синглы - «Start The Healing» - «Forgotten» - «Lost In The Grandeur»                                    |

| Концертные альбомы & сборники | Концертные альбомы & сборники                                              |
| --- | -------------------------------------------------------------------------- |
| Greatest Hits vol. 1 - Сборник лучших песен - Вышел: 5 октября, 2004 - Макс. позиция в США: #4 - Продажи в США: 1.293.000 + - Сертификация RIAA: платиновый - Макс. позиция в Великобритании: #17 - Макс. позиция в United World Chart: #6 - Продажи по всему миру: 2.800.000 +       | Выпущенные синглы - «Word Up!» - «Another Brick in the Wall»               |
| Live and Rare - Концертный альбом/сборник бонусных треков - Вышел: 9 мая, 2006 - Макс. позиция в США: #51 - Продажи в США: 52.000 + - Сертификация RIAA: золотой - Макс. позиция в Великобритании: #193; #9 (Top Rock Albums) - Продажи по всему миру: 71.000 +                       | Выпущенные синглы - Н/Д                                                    |
| Chopped, Screwed, Live and Unglued - Концертный альбом/ремиксы - Вышел: 26 сентября, 2006 - Макс. позиция в США: Н/Д - Продажи в США: Н/Д - Сертификация RIAA: Н/Д - Макс. позиция в Великобритании: Н/Д - Продажи по всему миру: Н/Д                                                 | Выпущенные синглы - Н/Д                                                    |
| MTV Unplugged: Korn - Концертный акустический альбом - Вышел: 6 марта, 2007 - Макс. позиция в США: #9 - Продажи в США: - - Сертификация RIAA: - - Макс. позиция в Великобритании: #6 (Top Rock Albums) - Макс. позиция в United World Chart: #20 - Продажи по всему миру: 1.000.000 + | Выпущенные синглы - «Freak on a Leash» (при участии Эми Ли из Evanescence) |

### Синглы
| Год  | Название                                 | Пиковая позиция в чарте | Пиковая позиция в чарте | Пиковая позиция в чарте | Пиковая позиция в чарте | Пиковая позиция в чарте | Пиковая позиция в чарте | Альбом                                    |
| Год  | Название                                 | U.S. Hot 100            | U.S. Modern Rock        | U.S. Mainstream Rock    | U.S. Dance Club Play    | Синглы Великобритании   | Синглы Германии         | Альбом                                    |
| ---- | ---------------------------------------- | ----------------------- | ----------------------- | ----------------------- | ----------------------- | ----------------------- | ----------------------- | ----------------------------------------- |
| 1994 | «Blind»                                  | -                       | -                       | -                       | -                       | -                       | -                       | Korn                                      |
| 1995 | «Shoots and Ladders»                     | -                       | -                       | -                       | -                       | -                       | -                       | Korn                                      |
| 1995 | «Clown»                                  | -                       | -                       | -                       | -                       | -                       | -                       | Korn                                      |
| 1996 | «No Place To Hide»                       | -                       | -                       | -                       | -                       | 26                      | -                       | Life Is Peachy                            |
| 1997 | «A.D.I.D.A.S.»                           | 113                     | -                       | -                       | -                       | 22                      | -                       | Life Is Peachy                            |
| 1997 | «Good God»                               | -                       | -                       | -                       | -                       | 25                      | -                       | Life Is Peachy                            |
| 1998 | «Got the Life»                           | -                       | 17                      | 15                      | -                       | 23                      | -                       | Follow the Leader                         |
| 1999 | «Freak on a Leash»                       | 106                     | 6                       | 10                      | -                       | 24                      | 58                      | Follow the Leader                         |
| 1999 | «Falling Away from Me»                   | 99                      | 7                       | 7                       | -                       | 24                      | 86                      | Issues                                    |
| 2000 | «Make Me Bad»                            | 114                     | 7                       | 9                       | -                       | 25                      | -                       | Issues                                    |
| 2000 | «Somebody Someone»                       | -                       | 23                      | 23                      | -                       | -                       | -                       | Issues                                    |
| 2002 | «Here to Stay»                           | 72                      | 4                       | 4                       | -                       | 12                      | 35                      | Untouchables                              |
| 2002 | «Thoughtless»                            | 108                     | 11                      | 6                       | -                       | 37                      | 74                      | Untouchables                              |
| 2002 | «Alone I Break»                          | -                       | 34                      | 19                      | -                       | -                       | -                       | Untouchables                              |
| 2003 | «Did My Time»                            | 38                      | 17                      | 12                      | -                       | 15                      | 12                      | Take a Look in the Mirror                 |
| 2003 | «Right Now»                              | 119                     | 13                      | 11                      | -                       | -                       | -                       | Take a Look in the Mirror                 |
| 2004 | «Y’All Want a Single»                    | -                       | -                       | 23                      | -                       | -                       | -                       | Take a Look in the Mirror                 |
| 2004 | «Everything I’ve Known»                  | -                       | -                       | 30                      | -                       | -                       | -                       | Take a Look in the Mirror                 |
| 2004 | «Word Up!»                               | 123                     | 17                      | 16                      | -                       | -                       | 46                      | Greatest Hits Vol.1                       |
| 2004 | «Another Brick in the Wall Pts. 1, 2, 3» | -                       | 37                      | 12                      | -                       | -                       | -                       | Greatest Hits Vol.1                       |
| 2005 | «Twisted Transistor»                     | 64                      | 9                       | 3                       | 24                      | 27                      | 63                      | See You on the Other Side (альбом Korn)\| |
| 2006 | «Coming Undone»                          | 79                      | 14                      | 4                       | 29                      | 63                      | 86                      | See You on the Other Side (альбом Korn)\| |
| 2006 | «Politics»                               | -                       | -                       | 18                      | 20                      | -                       | -                       | See You on the Other Side (альбом Korn)\| |
| 2007 | «Freak on a Leash» (при участии Эми Ли)  | 89                      | 29                      | 22                      | -                       | -                       | -                       | MTV Unplugged: Korn                       |
| 2007 | «Evolution»                              | 107                     | 20                      | 4                       | 18                      | 114                     | -                       | Untitled                                  |
| 2007 | «Hold On»                                | -                       | 35                      | 12                      | -                       | -                       | -                       | Untitled                                  |
| 2008 | «Haze»                                   | -                       | -                       | -                       | -                       | -                       | -                       | Haze OST                                  |
| 2010 | «Oildale (Leave Me Alone)»               | -                       | -                       | -                       | -                       | -                       | -                       | Remember Who You Are                      |
| 2010 | «Let The Guilt Go»                       | -                       | 35                      | 12                      | -                       | -                       | -                       | Remember Who You Are                      |
| 2011 | «Get Up! (feat. Skrillex)»               | -                       | -                       | -                       | -                       | -                       | -                       | The Path Of Totality                      |
| 2011 | «Narcissistic Cannibal» 1                | 20                      | -                       | 22                      | -                       | -                       | -                       | The Path Of Totality                      |
| 2014 | «Hater»                                  | -                       | -                       | 26                      | -                       | -                       | -                       |                                           |

- позиция #107 в Billboard Hot 100 эквивалентна позиции #7 в Bubbling Under Hot 100 Singles.

1 В настоящее время находится в чартах.

² Грядущий сингл.

### Редкие песни
- «Christmas Song»
- «Layla»
- «Broken Soul»

### Кавер-версии
Концертные:
- «Ain’t Going Out Like That» — Cypress Hill¹
- «Creep» — Radiohead
- «Engine No.9» — Deftones²
- «Here Come the Bastards» — Primus³
- «Hey Man, Nice Shot» — Filter4
- «In Between Days» — The Cure5
- «It Takes Two» — Rob Base и DJ E-Z Rock6
- «La Di Da Di» — Slick Rick6
- «One» — Metallica
- «Seasons in the Abyss» — Slayer7
- «South of Heaven» — Slayer³
- «Surprise! You’re Dead!» — Faith No More³
- «U Mean I’m Not» — Black Sheep8

¹ исполнялась только частично, как вступление к «Got the Life»;

² исполнялась только частично, в попурри «Justin», «Ball Tongue», «Divine» и «Proud»;

³ исполнялась только частично;

4 исполнялась с Ричардом Патриком;

5 исполнялась в акустическом варианте с группой The Cure во время попурри с «Make Me Bad»;

6 исполнялась только частично, в проигрыше в «Ball Tongue»;

7 исполнялась только частично, как интро для «My Gift to You»;

8 исполнялась только частично, как интро для «Sean Olson»;
Студийные:
- «Another Brick in the Wall» — Pink Floyd (альбом Greatest Hits vol. 1)
- «Earache My Eye» — Чич и Чонг 9 (альбом Follow The Leader)
- «Low Rider» — War (альбом Life Is Peachy)
- «Wicked» — Ice Cube 10 (альбом Life Is Peachy)
- «Word Up!» — Cameo (альбом Greatest Hits vol. 1)

9 песню исполнил Чич Марин, с Джонатаном Дэвисом на барабанах, Манки на соло-гитаре, Хэдом на ритм-гитаре, Дэвидом на басу и Филди на вокале;

10 исполнялась с Чино Морено из Deftones

### Ремиксы
Korn часто прибегали к помощи сторонних музыкантов для создания ремиксов на синглы группы и наиболее популярные песни. Ниже перечислены ремиксы на песни Korn.
«A.D.I.D.A.S.»
- «A.D.I.D.A.S.» (Synchro Dub)
- «A.D.I.D.A.S.» (The Wet Dream Mix)
- «A.D.I.D.A.S.» (Under Pressure Mix)

«All in the Family»
- «All in the Family» (Beats in Peace Mix)
- «All in the Family» (Clarkworld Instrumental)
- «All in the Family» (Clarkworld Mix)
- «All in the Family» (Scary Bird Mix)
- «All in the Family» (Sowing the Beats Mix)

«Children of the Korn»
- «Children of the Korn» (Clarkworld Instrumental)
- «Children of the Korn» (Clarkworld Remix — Clean Version)
- «Children of the Korn» (Clarkworld Remix)

«Coming Undone»
- «Coming Undone» (Dummies Radio Mix)
- «Coming Undone» (Dummies Club Mix)
- «Coming Undone» (Dummies Mixshow)
- «Coming Undone» (RHV Club Mix)
- «Coming Undone» (Dave Bascombe Remix)
- «Coming Undone» (Sleazy Days Rock Electro Remix / Acid Planet Remix-France)
- «Coming Undone» (Stegnation Remix / Acid Planet Remix-Holland)
- «Coming Undone» (Instrumental Version)
- «Coming Undone Wit' It» (совместный ремикс с Dem Franchize Boyz)

«Did My Time»
- «Did My Time» (The Grayedout Mix)
- «Did My Time» (Instrumental Version)

«Evolution»
- «Evolution» (Dave Audé Remix)

«Falling Away from Me»
- «Falling Away from Me» (DJ Krust Remix)
- «Falling Away from Me» (Mantronik Beatdown Formula)

«Freak on a Leash»
- «Freak on a Leash» (Dante Ross Mix)
- «Freak on a Leash» (Freakin' Bitch Remix)
- «Freak on a Leash» (Josh A’s Beast on a Leash Mix)
- «Freak on a Leash» (Lethal Freak Mix) (при участии рэпера Everlast)
- «Freak on a Leash» (One Shot Remix)

«Good God»
- «Good God» (Dub Pistols Mix)
- «Good God» (Headknot Remix)
- «Good God» (Heartfloor Remix)
- «Good God» (Marc Em Remix)
- «Good God» (Mekon Mix)
- «Good God» (Oneyed Jack Remix Kronick Bass)
- «Good God» (Oomph! vs. Such a Surge Mix)

«Got the Life»
- «Got the Life» (D.O.S.E.’s Wollyback Remix)
- «Got the Life» (Deejay Punk-Roc Remix)
- «Got the Life» (I Got a Knife)
- «Got the Life» (Josh Abraham Remix)
- «Got the Life» (Vorticist’s Suite)

«Here to Stay»
- «Here to Stay» (BT — Korn Instrumental)
- «Here to Stay» (BT’s Managed Anger Mix)
- «Here to Stay» (Remixed By Mindless Self Indulgence)
- «Here to Stay» (T Ray’s Mix Edited)
- «Here to Stay» (T Ray’s Mix Instrumental)
- «Here to Stay» (T Ray’s Mix)
- «Here to Stay» (Tone Toven & Sleep Remix)

«Make Me Bad»
- «Make Me Bad» (Danny Saber’s Remix)
- «Make Me Bad» (Kornography Instrumental)
- «Make Me Bad» (Kornography Mix)
- «Make Me Bad» (Sickness in Salvation Instrumental)
- «Make Me Bad» (Sickness in Salvation Mix)
- «Make Me Bad» (Sybil Mix)

«Politics»
- «Politics» (Morel’s Pink Noise Vox Mix)
- «Politics» (Passengerz Neokon Remix)
- «Politics» (Morel’s Pink Noise Edit)
- «Politics» (Claude Le Gache Edit)
- «Politics» (Claude Le Gache Mixshow Remix)
- «Politics» (Claude Le Gache Club Mix)
- «Politics» (Claude Le Gache Dub Mix)
- «Politics» (Claude Le Gache French Dub Mix)
- «Politics» (Dave Bascombe Main)
- «Politics» (Dave Bascombe Instrumental)
- «Politics» (Gomi Main Mix)
- «Politics» (Gomi Radio Edit)
- «Politics» (Richard Morel Corrupt Dub)
- «Politics» (Richard Morel Dub)

«Shoots and Ladders»
- «Shoots and Ladders» (Country Remix)
- «Shoots and Ladders» (Dust Brothers Hip Hop Mix)
- «Shoots and Ladders» (Dust Brothers Industrial Mix)
- «Shoots and Ladders» (Hyper Remix)
- «Shoots and Ladders» (Industrial Instrumental)

«Thoughtless»
- «Thoughtless» (D. Cooley Remix Featuring DJ Z-Trip)
- «Thoughtless» (D. Cooley Remix Featuring DJ Z-Trip Instrumental)
- «Thoughtless» (Dante Ross Mix)
- «Thoughtless» (Dante Ross Clean Mix)

«Twisted Transistor»
- «Twisted Transistor» (Dummies Club Mix)
- «Twisted Transistor» (Kupper’s Elektro-Tek Klub Mix)
- «Twisted Transistor» (Josh Harris' Fuck The Club Mix)
- «Twisted Transistor» (Dummies Dub Mix)
- «Twisted Transistor» (Kupper’s Elektro-Tek Dub mix)
- «Twisted Transistor» (Josh Harris Fuck The Dub)
- «Twisted Transistor» (Dummies Radio Edit)
- «Twisted Transistor» (Kupper’s Elektro-Tek Radio Edit)
- «Twisted Transistor» (Josh Harris Radio Edit)
- «Twisted Transistor» (The Dante Ross Mix)
- «Twisted Transistor» (The Dante Ross Mix Clean)
- «Twisted Transistor» (Green Lantern Mix)

«Wicked»
- «Wicked» (Tear the Roof Off Mix)

«Word Up!»
- «Word Up!» (Damizza Ree Mix)
- «Word Up!» (Dr. Octavo Metatron Radio Edit)
- «Word Up!» (Dr. Octavo Decoder Radio Edit)
- «Word Up!» (Atticus Clark Remix)
- «Word Up!» (Dante Ross Wiliamsburg Mix)
- «Word Up!» (High Spies Mix)
- «Word Up!» (High Spies Edit)
- «Word Up!» (Speakeasy Remix)

### Участие в саундтреках
Korn участвовали в записи саундтреков к нескольким официально вышедшим фильмам и видеоиграм. Приведенный ниже список содержит полный перечень песен Korn, входивших в саундтреки.
| Песня                                                                  | Саундтрек                                              | Год  |
| ---------------------------------------------------------------------- | ------------------------------------------------------ | ---- |
| «Blind»                                                                | Уличный боец 2: Аниме                                  | 1995 |
| «Sean Olson»                                                           | Ворон 2: Город Ангелов                                 | 1996 |
| «Proud»                                                                | Я знаю, что вы сделали прошлым летом                   | 1997 |
| «Faget»                                                                | Запределье                                             | 1997 |
| «Kick the P.A.» (с Dust Brothers)                                      | Спаун                                                  | 1997 |
| «Twist»                                                                | Городские легенды                                      | 1998 |
| «Camel Song»                                                           | Конец света                                            | 1999 |
| «Blind»                                                                | Ангелы Чарли                                           | 2000 |
| «Forsaken», «Redeemer», «Slept So Long», «Not Meant for Me» и «System» | Королева проклятых                                     | 2002 |
| «Love on the Rocks»                                                    | Уондерленд                                             | 2003 |
| «Did My Time»                                                          | Лара Крофт: Расхитительница гробниц 2 — Колыбель жизни | 2003 |
| «Right Now»                                                            | Одиночка                                               | 2003 |
| «Let’s Get This Party Started»                                         | Вышибалы                                               | 2004 |
| «Fight the Power»                                                      | Три икса 2: Новый уровень                              | 2005 |
| «Liar»                                                                 | MTV2 Headbangers Ball: The Revenge                     | 2006 |
| «Alone I Break»                                                        | Не вижу зла                                            | 2006 |
| «Hold On»                                                              | Сильнейший человек в мире                              | 2007 |

Саундтреки к видеоиграм
- «NHL Hitz 2002» (2001) — «Make Me Bad» с альбома Issues.
- «ATV Offroad Fury 2» (2002) — «Here to Stay» с альбома Untouchables.
- «MechAssault 2: Lone Wolf» (2004) — «Right Now» с альбома Take a Look in the Mirror.
- «NFL Street» (2004) — «Play Me» с альбома Take a Look in the Mirror.
- «Fight Club» (2004) — инструментальная версия «Did My Time» с альбома Take a Look in the Mirror.
- «NFL Street 3» (2006) — «Coming Undone Wit It» с Dem Franchize Boyz, альбом Chopped, Screwed, Live and Unglued.
- «NHL 2K8» (2007) — «Blind» с альбома Korn.
- «Haze» (2008) — «Haze».

### Гостевое участие
Музыканты Korn периодически принимают участие в записи песен других исполнителей. Ниже указаны все совместные работы музыкантов группы на сегодняшний день.
Гостевое участие в песнях других исполнителей
| Песня                                          | Исполнитель            | Альбом                       | Год        | Музыкант Korn                                           | Инструмент                  |
| ---------------------------------------------- | ---------------------- | ---------------------------- | ---------- | ------------------------------------------------------- | --------------------------- |
| «Sleepy Hollow»                                | Deadsy                 | Deadsy                       | 1996       | Джонатан Дэвис                                          | вокал                       |
| «Lookaway»                                     | Sepultura              | Roots                        | 1996       | Джонатан Дэвис                                          | вокал                       |
| «Pig»                                          | Coal Chamber           | Coal Chamber                 | 1997       | Джонатан Дэвис                                          | речь в конце трека          |
| «Counterfeit (Phat Ass Remix)»                 | Limp Bizkit            | Counterfeit Countdown        | сингл 1997 | Филди                                                   | продюсер                    |
| «Should I Stay or Should I Go»                 | Mack 10                | The Recipe                   | 1998       | Брайан «Хэд» Вэлч, Манки, Филди, и Дэвид Сильверия      | гостевое участие            |
| «Fuck Dying»                                   | Ice Cube               | War & Peace Vol. 1           | 1998       | Манки & Брайан «Хэд» Вэлч                               | гитара                      |
| «Revival»                                      | Orgy                   | Candyass                     | 1998       | Джонатан Дэвис                                          | вокал                       |
| «Ty Jonathan Down»                             | Videodrone             | Videodrone                   | 1999       | Джонатан Дэвис                                          | вокал                       |
| «Power Tools For Girls»                        | Videodrone             | Videodrone                   | 1999       | Брайан «Хэд» Вэлч                                       | гитара                      |
| «Nobody Like You»                              | Limp Bizkit            | Significant Other            | 1999       | Джонатан Дэвис (и Скотт Вейланд из Stone Temple Pilots) | вокал                       |
| «End of Time»                                  | Q-Tip                  | Amplified                    | 1999       | Джонатан Дэвис                                          | вокал                       |
| «Take It Back»                                 | Strait Up              | трибьют-сборник              | 2000       | Джонатан Дэвис                                          | вокал                       |
| «Easy Come, Easy Go»                           | Kelis                  | Wanderland                   | 2001       | Филди                                                   | бас-гитара                  |
| «What’s Going On»                              | Фред Дёрст             | трибьют-сборник              | —          | Брайан «Хэд» Вэлч                                       | гитара                      |
| «1stp Klosr»                                   | Linkin Park            | Reanimation                  | 2002       | Джонатан Дэвис                                          | вокал                       |
| «The Key To Gramercy Park»                     | Deadsy                 | Commencement                 | 2002       | Джонатан Дэвис                                          | вокал                       |
| «Just For Now»                                 | Fieldy’s Dreams        | Rock'n Roll Gangster         | 2002       | Джонатан Дэвис                                          | вокал                       |
| «Cut Throat»                                   | Marz                   | Gorilla Pimpin'              | 2003       | Джонатан Дэвис                                          | вокал                       |
| «Crack Addict»                                 | Limp Bizkit            | —                            | 2003       | Брайан «Хэд» Вэлч                                       | гитара                      |
| «Wake Up Now»                                  | Notorious B.I.G.       | Duets: The Final Chapter     | 2005       | Korn                                                    | -                           |
| «Mistakes & Glories»                           | P.O.D.                 | Testify                      | 2006       | Джонатан Дэвис                                          | вокал (не указан в буклете) |
| «Jelly Tub» and «Dredful»                      | KCUF                   | Modern Primitive Punk        | 2006       | Манки                                                   | гитара                      |
| «The Last Story Ever»                          | Deadsy                 | Phantasmagore                | 2006       | Джонатан Дэвис                                          | вокал (не указан в буклете) |
| «Don’t»                                        | Monster in the Machine | Butterfly Pinned             | 2007       | Манки                                                   | гитара                      |
| «Smashing the Opponent (feat. Jonathan Davis)» | Infected Mushroom      | Legend of the black Shawarma | 2009       | Джонатан Дэвис                                          | вокал                       |
| «Witness the Addiction»                        | Suicide Silence        | The Black Crown              | 2011       | Джонатан Дэвис                                          | вокал                       |

 Гостевое участие в видеоклипах других исполнителей
| Песня                    | Исполнитель  | Первый показ    | Режиссёр                    |
| ------------------------ | ------------ | --------------- | --------------------------- |
| «Give»                   | Cold         | 28 мая 1998     | Питер Кристоферсон          |
| «Faith»                  | Limp Bizkit  | 13 ноября 1998  | Фред Дёрст                  |
| «Fuck Dying»             | Ice Cube     | Март 1999       | Грегори Дарк                |
| «Ty Jonathan Down»       | Videodrone   | 28 февраля 2000 | Натан Кокс                  |
| «Break Stuff»            | Limp Bizkit  | 13 марта 2000   | Фред Дёрст                  |
| «Fire»                   | Busta Rhymes | 10 июля 2000    | Хьюп Вильямс и Busta Rhymes |
| «Answer The Phone»       | Sugar Ray    | Сентябрь 2001   | McG                         |
| «Brand New Love»         | Deadsy       | 25 ноября 2002  | The Deadsy Legions          |
| «Cut Throat»             | Marz         | 2003            |                             |
| «Back A Da Klub»         | Marz         | 2003            |                             |
| «Back In The Mud»        | Bubba Sparxx | 28 ноября 2003  | Bryan Barber                |
| «The Hell Song»          | Sum 41       | 2003            |                             |
| «Kiilin' Myself To Live» | Capital Q    | 2007            |                             |

## Видеография

### DVDs и VHS
| Название               | Выпущено        | Продажи в США               | Сертификация RIAA |
| ---------------------- | --------------- | --------------------------- | ----------------- |
| Who Then Now?1         | 18 марта, 1997  | 500.000 (все копии проданы) | Платиновый диск   |
| Deuce                  | 11 июня, 2002   | 1.000.000                   | Платиновый диск   |
| Korn Live              | 19 ноября, 2002 | 300.000                     | Золотой диск      |
| Live on the Other Side | 20 июня, 2006   | 167.230                     | Н/Д               |

¹выходило только на VHS

### Видеоклипы
В своих видео Korn охватили довольно широкий диапазон стилей, благодаря чему группа стала популярна на MTV и заработала различные награды. Наиболее заметными людьми, работавшими над видео Korn, стали создатель комикса «Спаун» Тодд Макфарлейн, известный хип-хоп режиссёр Дэйв Мейерс и лидер Limp Bizkit Фред Дёрст. Ниже перечислена полная видеография Korn (учитывались только официально изданные видео).
| Песня                       | Альбом                     | Первый показ                                                   | Режиссёр                                                             |
| --------------------------- | -------------------------- | -------------------------------------------------------------- | -------------------------------------------------------------------- |
| «Blind»                     | Korn                       | Январь 1995                                                    | McG                                                                  |
| «Shoots and Ladders»        | Korn                       | Октябрь 1995                                                   | McG                                                                  |
| «Clown»                     | Korn                       | 3 июня 1996                                                    | McG                                                                  |
| «Faget»                     | Korn                       | (никогда не показывался, вышел с Who Then Now?) 17 марта, 1997 | McG                                                                  |
| «No Place To Hide»          | Life Is Peachy             | Октябрь 1996                                                   | MTV                                                                  |
| «A.D.I.D.A.S.»              | Life Is Peachy             | 6 января 1997                                                  | Джозеф Канн                                                          |
| «Got the Life»              | Follow The Leader          | 26 августа 1998                                                | McG                                                                  |
| «Freak on a Leash»          | Follow the Leader          | 29 января 1999                                                 | Тодд Макфарлейн (анимационные части), Джонатан Дайтон и Валери Фарис |
| «Falling Away from Me»      | Issues                     | 29 ноября 1999                                                 | Фред Дёрст                                                           |
| «Make Me Bad»               | Issues                     | 14 февраля 2000                                                | Мартин Вейц                                                          |
| «Somebody Someone»          | Issues                     | 12 июня 2000                                                   | Мартин Вейц                                                          |
| «Here to Stay»              | Untouchables               | 16 апреля 2002                                                 | Братья Хьюгз                                                         |
| «Thoughtless»               | Untouchables               | 7 августа 2002                                                 | Братья Хьюгз                                                         |
| «Alone I Break»             | Untouchables               | 3 ноября 2002                                                  | Син Дэк                                                              |
| «Did My Time»               | Take a Look in the Mirror  | 8 июля 2003                                                    | Дэйв Мейерс                                                          |
| «Right Now»                 | Take a Look in the Mirror  | 24 октября 2003                                                | Грегори Эклунд                                                       |
| «Y’All Want a Single»       | Take a Look in the Mirror  | 13 марта 2004                                                  | Эндрюс Дженкинс                                                      |
| «Everything I’ve Known»     | Take a Look in the Mirror  | 22 июля 2004                                                   | Грегори Эклунд                                                       |
| «Word Up!»                  | Greatest Hits vol. 1       | 27 сентября 2004                                               | Антти Йокинен                                                        |
| «Another Brick in the Wall» | Greatest Hits vol. 1       | 12 ноября 2004                                                 | Билл Юкич                                                            |
| «Twisted Transistor»        | SSee You on the Other Side | 26 октября 2005                                                | Дэйв Мейерс                                                          |
| «Coming Undone»             | See You on the Other Side  | 11 марта 2006                                                  | Little X                                                             |
| «Liar»                      | See You on the Other Side  | 7 августа 2006                                                 | Режиссура/анимация by Тони Шифф                                      |
| «Politics»                  | See You on the Other Side  | 3 октября 2006                                                 | Крис Кантровиц                                                       |
| «Freak on a Leash» с Эми Ли | MTV Unplugged: Korn        | 25 января, 2007                                                | Алекс Колетти                                                        |
| «Evolution»                 | Untitled                   | 23 июля, 2007                                                  | Дэйв Мейерс                                                          |
| «Hold On»                   | Untitled                   | 17 октября, 2007                                               | Викрам Ганди                                                         |
| «Haze»                      | Haze-Single                |                                                                |                                                                      |
| «Oildale (Leave Me Alone)»  | Korn III                   |                                                                |                                                                      |
| «Let the Guilt Go»          | Korn III                   |                                                                | Nathan Cox                                                           |
| «Get Up!»                   | The Path Of Totality       |                                                                | Sébastian Paquet and Joshua Allen                                    |
| «Narcissistic Cannibal»     | The Path Of Totality       |                                                                |                                                                      |
| «Way Too Far»               | The Path Of Totality       |                                                                | Joshua Allen                                                         |
| «Chaos Lives in Everything» | The Path Of Totality       |                                                                | Joshua Allen                                                         |
| «Never Never»               | The Paradigm Shift         |                                                                | Джованни Буччи                                                       |
| «Love & Meth»               | The Paradigm Shift         |                                                                |                                                                      |
| «Spike in My Veins»         | The Paradigm Shift         |                                                                | David Dinetz                                                         |
| «Hater»                     | Hater-Single               |                                                                | David Yarovesky                                                      |
| «Rotting in Vain»           | The Serenity Of Suffering  |                                                                | Dean Karr                                                            |
| «Insane»                    | The Serenity Of Suffering  |                                                                | Ryan Valdez                                                          |
| «A Different World»         | The Serenity Of Suffering  |                                                                | Luis Tellez                                                          |
| «Take Me»                   | The Serenity Of Suffering  |                                                                | Andrew Baird                                                         |
| «Black Is The Soul»         | The Serenity Of Suffering  |                                                                | Ryan Valdez                                                          |
| «You’ll Never Find Me»      | The Nothing                |                                                                | Andzej Gavriss                                                       |
| «Can You Hear Me»           | The Nothing                |                                                                | Adam Mason                                                           |
| «Finally Free»              | The Nothing                |                                                                |                                                                      |